# Amphithéâtre de Néris-les-Bains
L'amphithéâtre de Néris-les-Bains est un édifice de spectacles antique situé à Néris-les-Bains, en France.
Sans doute construit dans la ville thermale de Neriomagus ou Aquae Neri à la fin du Ier ou du début du IIe siècle, l'amphithéâtre est probablement abandonné, comme l'ensemble du site antique, dans la seconde moitié du IIIe siècle.

## Localisation
L'édifice de spectacles est situé sur la commune de Néris-les-Bains, site de Neriomagus ou Aquae Neri dans l'Antiquité, dans le département français de l'Allier.
Situé au nord de la principale zone des thermes de la ville antique, il est tourné vers le sud-est.
Dans la ville moderne, le « parc des Arènes » et un espace public aménagé à l'emplacement de l'amphithéâtre.

## Description

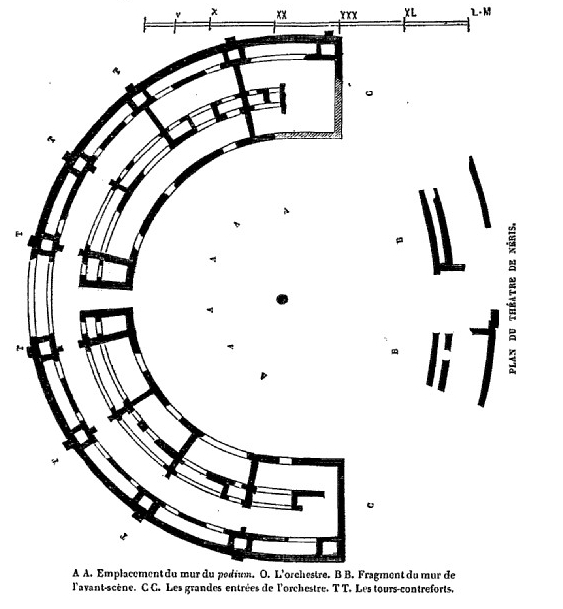
Plan du théâtre.

Le monument en petit appareil de maçonnerie, de type amphithéâtre gallo-romain, est édifié sur un talus artificiel. Sa cavea repose sur des murs concentriques scandés de place en place par des murs rayonnants qui délimitent des caissons remblayés de terre ; ce dispositif supporte probablement des gradins de bois.
Le diamètre de la cavea est estimé entre 86 et 96 m pour une orchestra d'un diamètre allant de 40 à 68 m selon les auteurs.
Un accès axial aux gradins est identifié au somment de la cavea.
Arcisse de Caumont pense reconnaître, dans des maçonneries courbes faisant face à la cavea, les vestiges d'un mur ou bâtiment de scène large de plus de 68 m et dont la forme est caractéristique des théâtres-amphithéâtres,.
Des fragments de colonnes et de linteaux retrouvés dans l'orchestra suggèrent que le théâtre devait être richement décoré.

## Historique
Le monument est daté de la fin du Ier ou du début du IIe siècle, l'abandon final du site d'Aquae Neri pouvant se situer dans la seconde moitié du IIIe siècle.
L'édifice est classé au titre des monuments historiques par la liste de 1862.